# Maggie Cassidy
Maggie Cassidy è un romanzo di Jack Kerouac, scritto nel 1953 e pubblicato per la prima volta nel 1959, dopo il successo di Sulla strada. Il libro rievoca la vita nella tranquillità di Lowell di Jack Duluoz, l'alter ego letterario di Kerouac.
Il romanzo prende spunto dal triangolo amoroso tra il protagonista, la dolce Maggie e la spregiudicata Pauline Cole, per poi descrivere la gioventù dell'autore nella sua città natale, Lowell. Fortemente autobiografico, il libro rievoca gli amori, le amicizie, la vita in famiglia, le gare sportive di Jack Duluoz. Punto di rottura della vita provinciale è il trasferimento del protagonista a New York.

## I personaggi
I personaggi del romanzo corrispondono a figure realmente esistite. L'elenco che segue comprende le attribuzioni più comunemente acconsentite.
| Nome reale              | Nome personaggio      |
| ----------------------- | --------------------- |
| Jack Kerouac            | Jack Duluoz           |
| Leo Kerouac             | Emil "Pop" Duluoz     |
| Caroline Kerouac        | Nin                   |
| George "G.J." Apostolos | G.J. Rigopoulos       |
| Fred Bertrand           | Vinny Bergerac        |
| Mary Carney             | Maggie Cassidy        |
| Carolyn Cassady         | Eleanor               |
| Margaret "Peggy" Coffey | Pauline "Moe" Cole    |
| Johnny Koumentzalis     | Johnny Kazarakis      |
| Lou Little              | Lu Libble             |
| Robert Morrissette      | Jimmy Bisonette       |
| Omar Noel               | Zaza Vauriselle       |
| Jim O'Dea               | Timmy Clancy          |
| Roland Salvas           | Albert "Lousy" Lauzon |
| Charles Sampas          | James G. Santos       |

## Edizioni italiane
- Jack Kerouac, Maggie Cassidy, traduzione di Magda de Cristofaro, nota introduttiva di Ferruccio Fölkel, collana Oscar n. 1153, Arnoldo Mondadori Editore, Milano, 1994,  p. 191.
- Jack Kerouac, Maggie Cassidy, traduzione di Monica Luciano, collana Piccola biblioteca Oscar n. 333, Arnoldo Mondadori Editore, Milano, 2003,  p. 222, ISBN 88-04-51968-1.